# Коты (Сморгонский район)
Коты (бел. Каты) — деревня, входит в Синьковский сельсовет, Сморгонский район, Гродненская область, Беларусь.

## Расположение
- Расстояние до районного центра (Сморгонь)[1]: 12 км.
- Расстояние до областного центра (Гродно): 187 км.
- Расстояние до столицы (Минск): 89 км.

### Ближайшие населенные пункты
- Кевлы 1 км
- Понизье 1 км
- Синьки 2 км
- Весенняя 2 км
- Пасынки 3 км
- Байбы 3 км
- Сивица 3 км
- Яневичи 3 км
- Загорье 3 км
- Горбачи 4 км
- Терешки 4 км
- Цари 4 км
- Зарудичи 4 км
- Ласовичи 4 км
- Сивки 4 км
- Сутьково 4 км
- Новоспасск 5 км
- Вётхово 5 км
- Перебновичи 5 км
- Шутовичи 5 км

## Гидронимы
Пруд Коты на реке Драй.